# Stipa scribneri
Stipa scribneri là một loài thực vật có hoa trong họ Hòa thảo. Loài này được Vasey miêu tả khoa học đầu tiên năm 1884.